# Tanjungsari (Kajen)
Tanjungsari is een bestuurslaag in het regentschap Pekalongan van de provincie Midden-Java, Indonesië. Tanjungsari telt 2975 inwoners (volkstelling 2010).